# Montaigu-la-Brisette
Montaigu-la-Brisette är en kommun i departementet Manche i regionen Normandie i norra Frankrike. Kommunen ligger i kantonen Valognes som tillhör arrondissementet Cherbourg. År 2022 hade Montaigu-la-Brisette 499 invånare.

## Befolkningsutveckling
Antalet invånare i kommunen Montaigu-la-Brisette
| Referens: INSEE |